# Dāmghān (kommunhuvudort i Iran)
Dāmghān (persiska: دامغان) är en kommunhuvudort i Iran.   Den ligger i provinsen Semnan, i den norra delen av landet, 270 km öster om huvudstaden Teheran. Dāmghān ligger 1 154 meter över havet och antalet invånare är 67 694.
Terrängen runt Dāmghān är platt åt sydost, men åt nordväst är den kuperad.Runt Dāmghān är det glesbefolkat, med 9 invånare per kvadratkilometer. Dāmghān är det största samhället i trakten. Runt Dāmghān är det i huvudsak tätbebyggt.